# 格雷戈里·B·贾茨科

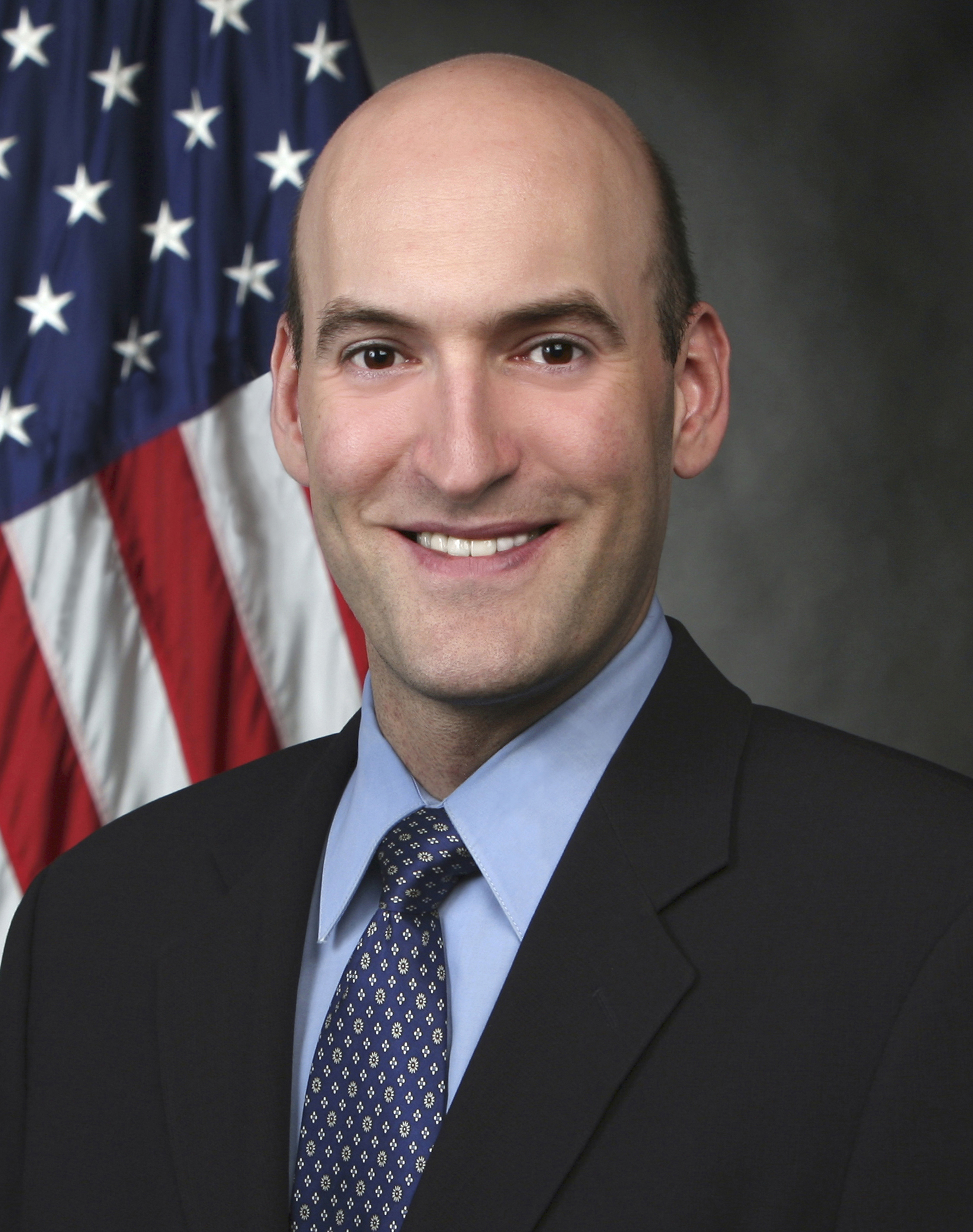

格雷戈里·B·贾茨科（英文：Gregory B. Jaczko，1970年10月29日—），美国物理学家，2009年5月－2012年7月担任美国核能管理委员会（英语：Nuclear Regulatory Commission；缩写：NRC）主席。

## 简历
1970年10月29日，贾茨科生于美国宾夕法尼亚州的諾里斯敦（Norristown），在纽约州的奥尔巴尼（又译：阿尔巴尼）市长大。他曾在康奈尔大学学习，并于1993年获得物理学和哲学双学士学位。1999年，贾茨科获得威斯康辛大学麦迪逊分校理论粒子物理学博士学位。
贾茨科曾是美国国会的科学会士（Congressional Science Fellow）。並曾担任位于首都华盛顿的乔治敦大学科学政策的兼职教授（adjunct professor）。
2009年5月13日，贾茨科出任美国核能管理委员会主席。任期原预期到2013年6月，但2012年7月即請辭。